# Алварес Кели
„Алварес Кели“ (на английски: Alvarez Kelly) е уестърн на режисьора Едуард Дмитрик, който излиза на екран през 1966 година.

## Сюжет
На фона на Гражданската война в САЩ, Алварес Кели сключва договор за доставка на стадо говеда на армията на Севера във Вирджиния. Докато се приближава към края на целта си, Кели е заловен от войници на Конфедерацията, водени от полковник Том Роситър. Конфедерацията отчаяно се нуждае от говеждо месо, за да нахрани войниците си в Ричмънд.
Кели е „убеден“ от полковник Том Роситър да достави откраднатото стадо в Ричмънд. Въпреки омразата между двамата мъже, те успяват да работят заедно. Кели първо учи хората на Роситър как да подкарват и водят добитъка. След това те подкарват стадото към Ричмънд, въпреки усилията на офицера на Севера, майор Алберт Стейдман, да им попречи.

## В ролите
| Актьор           | Роля                                |
| ---------------- | ----------------------------------- |
| Уилям Холдън     | Алварес Кели                        |
| Ричард Уидмарк   | Полковник Том Роситър               |
| Дженис Рул       | Лиз Пикеринг, годеницата на Роситър |
| Патрик О'Нийл    | Майор Алберт Стейдман               |
| Виктория Шоу     | Черити Уоруик                       |
| Роджър С. Кармел | Капитан Ангъс Фъргюсън              |
| Ричард Ръст      | Сержант Хетчър                      |
| Артър Франц      | Капитан Тауърс                      |